# Trifolium patulum
Trifolium patulum är en ärtväxtart som beskrevs av Ignaz Friedrich Tausch. Trifolium patulum ingår i släktet klövrar, och familjen ärtväxter. IUCN kategoriserar arten globalt som livskraftig. Inga underarter finns listade i Catalogue of Life.